# Padern
Padern  (en occitan Padèrn , le n final ne se prononce pas) est une commune française dans le sud du département de l'Aude en région Occitanie.
Sur le plan historique et culturel, la commune fait partie du massif des Corbières, un chaos calcaire formant la transition entre le Massif central et les Pyrénées. Exposée à un climat méditerranéen, elle est drainée par le Verdouble, le Torgan, le ruisseau de Cucugnan, le ruisseau de la Trune, le ruisseau Rec des Cazals et par divers autres petits cours d'eau. La commune possède un patrimoine naturel remarquable : deux sites Natura 2000 (les « basses Corbières » et la « vallée du Torgan ») et six zones naturelles d'intérêt écologique, faunistique et floristique.
Padern est une commune rurale qui compte 142 habitants en 2022, après avoir connu un pic de population de 579 habitants en 1876. Ses habitants sont appelés les Padernais ou  Padernaises.

## Géographie

### Situation
Cette commune des Corbières est située au pied du mont Tauch sur le Verdouble et sur le terroir Corbières (vin AOC). À sa pointe sud, elle est limitrophe du département des Pyrénées-Orientales.
Elle est dans le sud de la région naturelle des Corbières et immédiatement au nord de la région naturelle de Fenouillèdes. Le parc naturel régional (PNR) de la Narbonnaise en Méditerranée est à 30 km à l'est ; 
le PNR des Pyrénées catalanes est à 56 km au sud-ouest ; 
et le PNR des Pyrénées ariégeoises est à 112 km à l'ouest.
Sa préfecture Carcassonne est à 73 km au nord-ouest (D613, D212 et D3), 
Limoux (sa sous-préfecture) à 68 km également au nord-ouest (D613 et D118), 
Perpignan (Pyrénées-Orientales) est à 45 km au sud-est (D14 et D117), 
Narbonne (l'autre sous-préfecture de l'Aude) à 60 km au nord-est (D14, D611 et D611A). 

Andorre  est à 160 km au sud-ouest.

### Communes et bourgs proches
Dans la figure qui suit, les distances données sont celles à vol d'oiseau et le nombre d'habitants pour chaque ville apparaît en plaçant la souris sur le point représentant la ville. Les noms en gras sont ceux des communes limitrophes ; Padern en a six, dont l'une, Tautavel, est dans le département des Pyrénées-Orientales au sud et est jointe à Padern par un quadripoint,.

### Communes limitrophes
Les communes limitrophes sont  Cucugnan, Duilhac-sous-Peyrepertuse, Montgaillard, Paziols, Tautavel et Tuchan.

### Transports
Routes
La D14 traverse la commune d'est en ouest, reliant la D613 entre Paziols et Tuchan à l'est, avec la D611 proche de Couiza à l'ouest. Elle emprunte la vallée du ruisseau de Cucugnan à l'ouest et celle du Verdouble à l'est. 

La D123 emprunte la vallée de l'Argan et remonte vers le nord en direction de Félines-Termenès. 

La seule autre route sur la commune est une petite route locale qui longe le Verdouble depuis Padern pour rejoindre la métairie du Devès, et se prolonge vers Cucugnan par un chemin non goudronné.
L'autoroute la plus proche est la A9 (dite « La Catalane ») : échangeur no 41 « Perpignan-nord » à 37 km.
Autocar
Train
Gares et haltes ferroviaires proches de Padern :
- gare de Millas (halte) à 37 km (trains régionaux TER Occitanie)
- gare du Soler (halte) à 39 km (trains régionaux TER Occitanie)
- gare de Salses à 41 km (trains express régionaux TER Occitanie)
- gare de Rivesaltes à 36 km (trains express régionaux TER Occitanie)
- gare de Perpignan à 48 km (TGV inOui, Alta Velocidad Española (AVE), Intercités de nuit, trains express régionaux TER Occitanie)
- gare de Carcassonne à 73 km (TGV, grandes lignes, trains régionaux TER Occitanie)
- train du pays Cathare et du Fenouillèdes : gare d'Estagel à 37 km

Avion
Aéroports et aérodromes proches de Padern :
- aéroport de Perpignan-Rivesaltes à 43 km
- aéroport de Carcassonne-Salvaza à 95 km
- aéroport de Béziers-Cap d'Agde en Languedoc à 100 km
- aéroport de Castres-Mazamet à 129 km
- aéroport de Gérone-Costa Brava à 150 km

Bateau
Ports et zones portuaires proches de Padern :
- port Leucate
- port du Barcarès
- Port-la-Nouvelle
- port de Canet-en-Roussillon
- port de Saint-Cyprien

### Relief

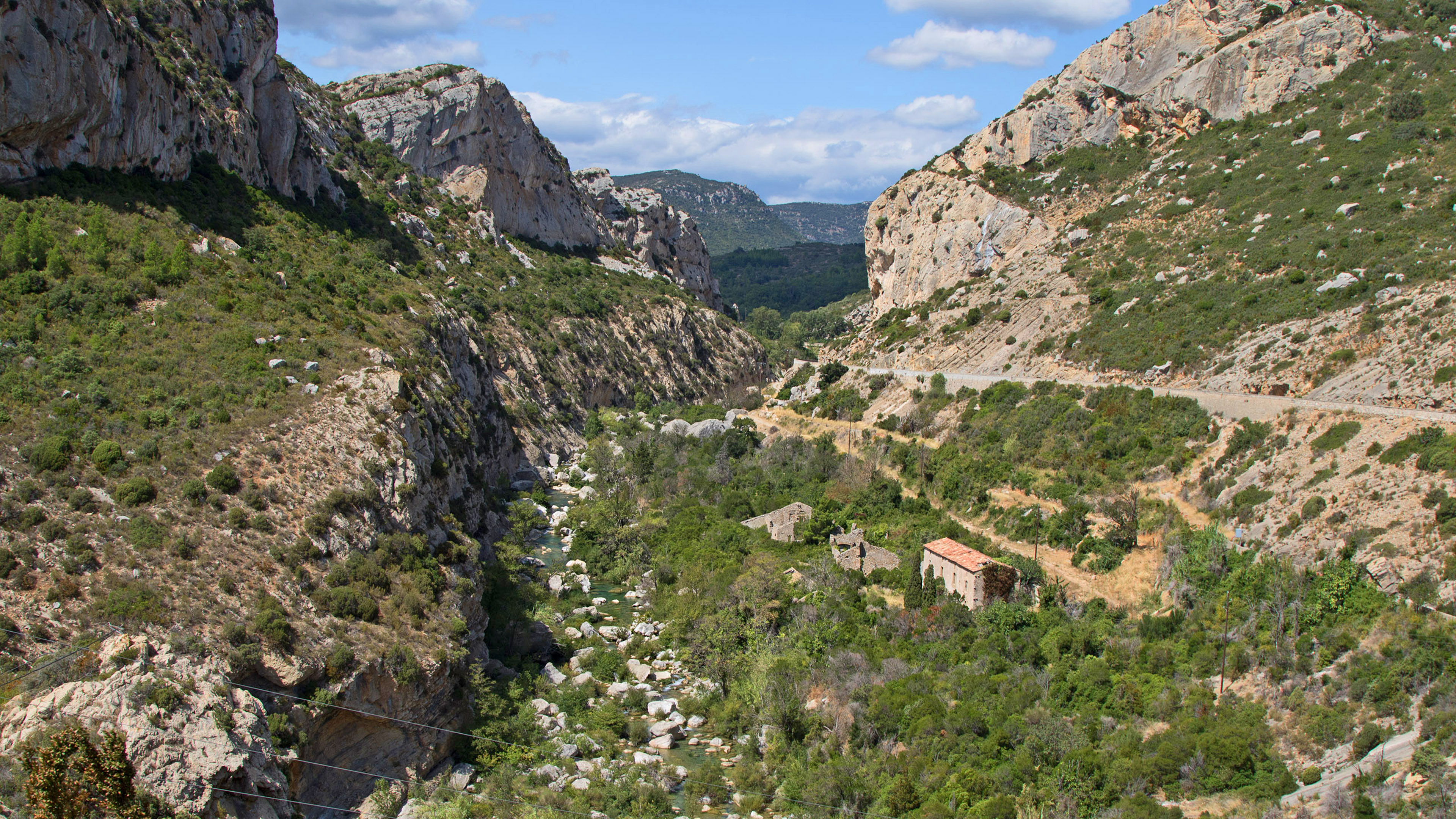
Gorges du Verdouble.

Le schéma général du relief sur la commune est marqué de deux vallées : celle du Verdouble orientée est-ouest et celle du Torgan orientée nord-sud, auxquelles on peut rajouter celle du ruisseau de Cucugnan venant du sud-ouest et qui rejoint celle du Verdouble en amont de Padern. Ces vallées délimitent trois massifs principaux : le Tauch au nord-est ; une masse rocheuse au nord-ouest incluant les contreforts du Sarrat de Germa, le Roc de la Masse, la Brugue et une grande partie du Roc Redoundel ; la Girounelle à l'ouest entre le Verdouble et le Cucugnan ; et le Sarrat de Mouné et Sarrat Redon au sud.
Sur toute la commune, les paysages sont caractérisés par des vallées profondément encaissées entre des pics dont l'altitude est plus élevée au nord. Ainsi le point culminant est le Pech de Fraysse à 917 m d'altitude, au nord de la commune. On note aussi les hauteurs du Roc de la Masse (665 m, au nord-ouest), la serre de la Maureille (675 m, au nord-ouest), le Roc Fourcat (678 m, au nord-ouest), un autre Roc Fourcat à l'est (614 m), le sommet de Jarséby (614 m, à 1,9 km au sud-ouest de Padern), Sarrat Redon (575 m, au sud-ouest), le Puèg de la Corona (521 m, à la pointe sud de la commune) calcaire, dans lequel le Verdouble a creusé des gorges profondes, notamment en aval du village vers la Forge (voir aussi les gorges de Galamus creusées dans le même substrat par l'Agly à Cubières-sur-Cinoble et Saint-Paul-de-Fenouillet). Le Torgan a aussi creusé des gorges profondes sur la commune au nord de Padern.
Il existe plusieurs grottes sur Padern, certaines bien connues (grotte du Grau de Padern, grotte des Piques), d'autres moins - comme celle du Caouno del Bac sur la falaise du roc de la Capéliane, la grotte du Rax dans la falaise en rive droite du Verdouble…

### Hydrographie
La commune est traversée d'ouest en est par la rivière le Verdouble, affluent de rive gauche du fleuve Agly avec lequel il conflue environ 23 km en aval de Padern, sur la commune d'Estagel. Sur Padern, le Verdouble passe de 215 m d'altitude à l'ouest, à 150 m d'altitude à l'est - soit 65 m de dénivellation - sur un parcours d'environ 7,5 km.
Sur la commune, le Verdouble reçoit de nombreux petits cours d'eau, saisonniers ou permanents. Les plus importants sont, d'amont en aval :
- le ruisseau de Cucugnan (rive droite, ou RD) ;
- le ruisseau de la Tartière (RG) ;
- le Torgan (RG) : longé par la D123 venant du nord, il reçoit entre autres le ruisseau de Tistoulet (nommé en son amont « ruisseau de Boussac ») en rive droite près du lieu-dit les Mines et il conflue en face de Padern ;
- et le rec des Cazals (RG), formé par la Ruminguière et le ruisseau des Nauquets[Carte 1].

Pour le Verdouble et le Torgan, voir aussi plus bas la sous-section « Risques naturels > Crues ».
Parmi les ruisseaux saisonniers, on trouve le ruisseau des Crabiès (qui prend source vers le sarrat Redon) et le ruisseau de Grazels (qui prend source vers le roc de Capéliane) ; ces deux ruisseaux confluent au nord du petit hameau de Crabiès et quittent la commune en aval de la bergerie du Renard ; ils sont des tributaires du ruisseau de la Trune, affluent du ruisseau de la Coume lui-même affluent du Verdouble. Noter la particularité du ruisseau de la Coume, dont une partie du cours est souterraine au sud du bourg de Paziols, aux abords de sa confluence avec le Verdouble.

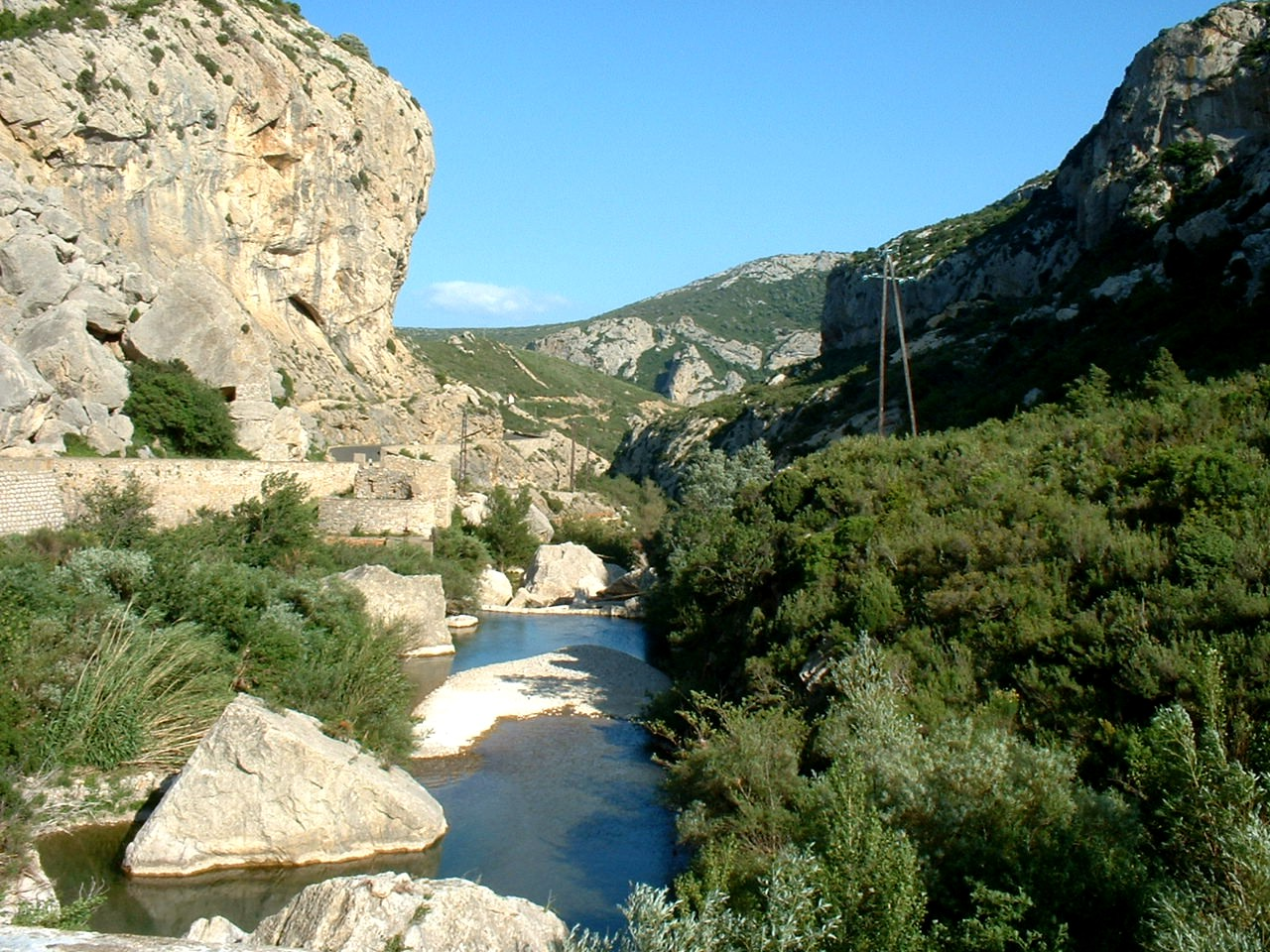
Les gorges du Verdouble

Selon l'ingénieur Rossin (1884), Padern serait un point de passage d'une vallée drainante (ou talweg) souterraine large d'un kilomètre, s'étendant entre la rivière souterraine des Corbières qui alimente les sources de la Rigole et de Fontdame, et remontant vers l'ouest peut-être jusqu'aux glaciers des Pyrénées, en passant par Opoul, Paziols et Padern. 

Joseph Anglada de Céret précise d'ailleurs dans son Traité des eaux minérales et des établissements thermaux du département des Pyrénées-Orientales que « chaque fois qu'il tombe une pluie d'orage de quelque durée dans cette localité (Opoul), les eaux de pluie colorées en rouge par l'argile qu'elles détrempent, viennent, quelques heures après, teinter de la même couleur celles de la Rigole, coloration qui persiste tant qu'il s'écoule de l'eau par [le barranc d'Opoul] et qui disparaît progressivement 7 ou 8 heures après quand cette eau a cessé de couler, ».
La carte IGN indique cinq sources sur le cours du Torgan, dont deux sont captées. Les trois sources les plus au nord, qui se trouvent dans la masse paléozoïque au nord vers Montgaillard notée h1-2 (Tournaisien à Viséen supérieur, Carbonifère inférieur) sur la carte géologique, sont listées comme appartenant au système hydrogéologique du massif de Mouthoumet.
La résurgence des Allens, sur Padern, fournit de l'eau à la commune de Paziols bien qu'elle soit distante de plus de 4 km du château d'eau de Paziols. L'E.S.R. (Entente Spéléologique du Roussillon) a pompé son siphon en 1966, ce qui a dénoyé 150 m de conduit et permis d'accéder à un barrage d'argile retenant une masse d'eau importante malgré la faiblesse de ce barrage. Le siphon est suivi d'une galerie basse couverte de graviers, descendant à 7 m de profondeur ; après quoi la voûte s'abaisse à 30 cm de hauteur sur au moins 3 m de long,.

### Géologie
Padern est à moins de 4 km au nord de la chaîne prolongée vers l'ouest par le massif Fanges - Roc Paradet, qui commence 15 km à l'ouest (aux gorges de Galamus) et fait partie de la zone nord-pyrénéenne (Mésozoïque et nappe des Corbières orientales ; et à environ 4 km au sud du massif de Mouthoumet, qui fait partie de l'ensemble paléozoïque et cristallin - le même que l'on retrouve au sud du massif de l'Agly.
La partie sud de la commune est marquée par le front du chevauchement frontal nord-pyrénéen qui la traverse d'est en ouest, passant à environ 630 m au sud du bourg, et qui forme la limite nord du massif Fanges - Roc Paradet plus à l'ouest.
Une zone de très nombreuses failles se présente dans la partie est de la commune (col des Moulins, la Forge, Grau de Padern, les Piques, la Combe) ; ces failles participent du chevauchement de la nappe mésozoïque des Corbières, continuation du front du chevauchement frontal nord-pyrénéen. Ces failles, grandes et petites mais dans tous les cas nombreuses, sont associées à une géologie complexe.
Le Paléozoïque
Il se retrouve sur la commune uniquement du côté nord du front du chevauchement frontal nord-pyrénéen, avec un massif du Carbonifère inférieur s'étendant au nord-ouest sur Padern et Montgaillard. Sur la carte géologique, ce sont les couches h1-2 (en marron) : Tournaisien à Viséen supérieur ; et h3 (en gris foncé) : Viséen terminal - Namurien. 

Le Tournaisien (h1) est composé de calcaires micritiques intercalés de niveaux de pélites et de jaspes noirs à nodules phosphatés ; le Viséen (h2) qui le recouvre forme des calcaires micritiques gris, souvent noduleux, avec des intercalations de jaspes noirs, gris ou verts et de minces niveaux de cinérites. 

Le Viséen terminal - Namurien (h3) est une série détritique flyschoïde.
Le reste de la commune est une zone sous-pyrénéenne complexe, incluant des strates variées du Mésozoïque et du Cénozoïque (notamment de l'Éocène).
Le Mésozoïque (Trias, Jurassique et Crétacé)
- Le Trias est lui aussi présent uniquement au nord du front de chevauchement frontal nord-pyrénéen :

- Trias inférieur (Permien ?) sur le Targan au sud-ouest de Flouquier et vers la Peyre Morte (rt, en rose), couches rouges marno-gréseuses et conglomératiques ;
- plusieurs petites surfaces de Trias moyen au nord et nord-ouest de Padern (tm, en rose saumon), des couches jaunes calcaréo-dolomitiques ;
- du Carnien-Norien (les deux premiers étages du Trias supérieur ou Keuper ou Keupérien), avec plusieurs petites et moyennes surfaces disséminées au nord de Padern (t7-8, en orange sur la carte géologique) faites de marnes bariolées à évaporites et gypses fibreux gris ou verts. Ces couches comportent aussi des dolomies, de l'anhydrite (CaSO4), et d'abondants cristaux bipyramidés de quartz de néoformation,.
- Sur le flanc nord-ouest du roc de Mouillet se trouve le complexe terrigène du rec de Riben (n7cM, en vert foncé) marneux ou marno-calcaire, dans lequel s'intercalent à différents niveaux des conglomérats polygéniques et des cordons d'olistolites ; cette zone très mélangée comprend des roches datant du Trias au Crétacé inférieur, à dimensions (centimétrique à décamétrique) variables. On la retrouve au sud du chevauchement frontal nord-pyrénéen dans la partie basse des flancs nord du roc de Mouillet et du roc de Capéliane.
- Jurassique

- L'Hettangien (l1-2, en mauve clair, premier étage du Jurassique inférieur), se montre au nord du front de chevauchement, au roc de la Masse, dans une petite zone au nord de Flouquier et dans une autre au pied du mont Tauch). Ce sont des dolomies, calcaires et marnes. Au sud du front de chevauchement, il forme une longue bande qui suit le sommet des flancs nord du roc de la Sest, du roc de la Goutine, du pas d'en Sabatou, du roc de Capéliane, entre le col de la Canalisse et le col des Garbès (la bande de l1-2 passe à cheval sur les sommets).
- Les zones marquées l3-4 (en mauve clair) sont un mélange du Jurassique inférieur fait de calcaires gris lités du Sinémurien inférieur (l3) et de calcaires gréseux à silex du Sinémurien supérieur (ou Lotharingien, l4). On les trouve seulement au nord du front de chevauchement : à la serre de la Maureille et au col de l'Escale, plus une petite zone au Sarrat de Caucase (le long du GR 36A) et une autre au pied du mont Tauch.
- Du calcaire indifférencié du Jurassique inférieur, noté l3-5 (en bleu foncé), suit la longue couche l1-2 sur les sommets des flancs sud des hauteurs sus-nommées, et à la Plagne de l'Estagne.
- Des marnes grises du Domérien-Aalénien (Jurassique inférieur ou Lias marneux, noté l6-jo,, en violet pâle) se trouve juste en-dessous de la bande de l3-5, et en quelques autres surfaces moindres disséminées autour de la Plane de l'Estagne.
- Le Toarcien moyen (dernier des 4 étages du Jurassique inférieur) est signalé par la présence d'oolithe de Boussac (bien visible au Sarrat Redon près de la limite sud-ouest de la commune). Ce niveau renferme des ammonites phosphatées de la sous-zone à variabilis.
- En divers endroits : Sarrat de Témézou, l'Escarsounède Petite, Trou de l'Abeille et sommet du sarrat Redon, des surfaces sont notées simplement J (en bleu clair), indiquant des couches du Jurassique - sans plus de précision.
- Crétacé inférieur

- le mont Tauch au nord-est de Padern (n6, en jaune-vert) date de l'Aptien moyen-supérieur (avant-dernier étage du Crétacé inférieur). Elle couvre environ 1,44 km2 du territoire de la commune et fait partie de la même zone nord-pyrénéenne que le massif Fanges - Roc Paradet. Ce sont des couches indifférenciées de calcaires urgoniens et de marnes à orbitolines ;
- à 1 km à l'ouest de Padern se trouve une zone d'Albien inférieur à moyen (dernier étage du Crétacé inférieur, n7a-bG, en vert-jaune) composé de grès verts et marnes glauconieuses, généralement très fossilifères (le Crès) avec gastéropodes, lamellibranches (Trigonia fittoni, T. caudata...), ammonites (Douvilleiceras mammillatum...) et polypiers, pouvant admettre des niveaux de grès-quartzites rubéfiés généralement azoïques. Cette couche affleure aussi au sud du front de chevauchement, dans la partie basse des flancs nord du roc de Mouillet et du roc de Capéliane,.
- des calcaires à floridées de Cucugnan (n7cC, en vert clair) datant de l'Albien supérieur et du Vraconien ou Albien terminal se trouvent vers le Bajoungle et les Cassagnes (S-E de Padern) ; et au sud du front de chevauchement, sur le flanc sud entier de la Girounelle.
- Crétacé supérieur

- Le Cénomanien inférieur (premier étage du Crétacé supérieur, C1, en vert hachuré verticalement) se trouve au Grau de Padern (autour de la Forge) et en une mince bande remontant jusqu'au Roc Fourcat. Il est fait de calcaires à simplalvéolines organisés en séquences de comblement grano- et stratocroissantes sur une épaisseur de 20 m ; ces calcaires s'achèvent par des calcarénites de haute énergie couronnées par une surface de discontinuité majeure, facilement identifiable au Roc Fourcat. Leur faune dominante est faite principalement de Praealveolina iberica, Trochospira avnimelechi, Ovalveolina (C.) cuvillieri, O. (C.) corbarica, Paracoskinolina casterasi, Broeckina (P.) biplana…
- Le Cénomanien moyen (C2C, en vert) se trouve aux Escampillasses et au sud des Bougères, avec des calcaires à orbitolines et préalvéolines (Praealveolina).
- Le Turonien moyen-supérieur (deuxième étage du Crétacé supérieur, C3M, en vert clair) vers Gournet et le Bartas donne des roches marno-calcaires et des marnes noduleux et glauconieux à Inoceramus labiatus, Neoptychites cephalotus, Fagesia thevestensis, Pseudotissotia (L.) pavillieri, Spathites (J.) revelieranum.. (Basse, 1939 ; Bilotte, 1985 ; Roussel, 1985), du Turonien inférieur (?) à moyen, surmontés des marnes à foraminifères planctoniques (H. helvetica, Dicarinella imbricata...) du Turonien moyen-supérieur.
- Au sud-ouest de la Ferrière se trouvent des marnes à Micraster du Coniacien supérieur-Santonien inférieur (3e et 4e étages du Crétacé supérieur, C4b-5a, en vert) ; on retrouve aussi cette couche au sud du front de chevauchement, sur le flanc nord du roc Capéliane. Il s'agit du membre supérieur de la Formation de Bugarach, qui semble être le seul représenté ici. Les marnes à Micraster s'appuient directement sur le fond durci qui limite à son toit les calcaires de Montferrand ; elles contiennent toujours des céphalopodes (Nowakites pailletei, Pachydesmoceras linderi…), associés à une microfaune quelque peu atypique : Dicarinella imbricata, Marginotruncana sinuosa, M. angusticarinata, M. pseudolinneiana, M. coronata ; le fossile le plus fréquent est Micraster corbaricus.
Dépôts carbonatés du crétacé supérieur au Grau de Padern, là où Pailhoux de Cascastel installe la forge de l'Iliate (voir la section « Époque moderne »), au bord de l'actuelle D14.
Le Quaternaire
Il est représenté au nord du chevauchement frontal nord-pyrénéen par les strates suivantes :
- Bru (près de la Forge E-S-E de Padern, en vert-jaune clair) : brèches de versant indurées et rubéfiées, à forte hétérométrie, reliées aux hautes terrasses ; Pléistocène inférieur-moyen (tout début du Quaternaire).
- S (vers Flouquier et les Cassagnes, vers le Nissoula et vers la Clabouse, en jaune très clair) : dépôts ou nappes de solifluxion ou coulées boueuses masquant le substratum des versants, constituées de blocs et de cailloux emballés dans une matrice argileuse brun rougeâtre ; ils produisent généralement une topographie de versant irrégulière et même chaotique sur substrat gypseux (nord de Padern), mais conduisant aussi à des versants réglés (sud de Padern). Daté de la glaciation de Würm.
- Fya : moyenne terrasse (Würm ancien). De nombreux témoins de la moyenne terrasse existent dans la plupart des vallées, à quelques mètres seulement au-dessus du lit actuel. Le matériel alluvial, gravelo-caillouteux, montre localement une assez forte hétérométrie qui témoigne de la force des rivières à cette époque.
- GS (sur la rive sud du Verdouble au pied de la Girounelle, en vert clair) : formation mixte complexe issue de la combinaison de divers phénomènes : altération, solifluxion, gélifraction, correspondant peut-être à une succession de plusieurs phases climatiques wurmiennes.
- Fyb (dans les vallées du Verdouble et du ruisseau de Cucugnan, en jaune très pâle) : basse terrasse du Würm récent ou Tardiglaciaire.
- Fz : alluvions récentes du lit majeur des rivières, de granulométrie grossière et mal triées, comprenant des blocs et des galets parfois enrobés dans une matrice terreuse. Les blocs sont des témoins de la puissance des crues historiques, parfois catastrophiques, comme celle de 1940.
- E (petite zone près de la bergerie du Mouillet, en blanc cassé) : éboulis récents au pied de falaises, Holocène.
Le Quaternaire se retrouve au sud du chevauchement frontal nord-pyrénéen avec les strates suivantes :
- C (une petite zone dans la vallée du ruisseau des Crabiès au sud du Pech Haut, en jaine pâle) : colluvions argileuses récentes mises en place par ruissellement, datant de l'Holocène.
- E (plusieurs petites zones le long du ruisseau de Grazels, quelques autres dans le triangle formé par le roc de la Goutine, le roc de la Sest et le col de la Guarrigue, en blanc cassé) : Holocène ; voir plus haut.

#### Les mines
Le territoire minier du massif des Corbières va de la vallée du Torgan à la vallée de l'Aude (vers Espéraza, Rennes-les-Bains…). C'est l'un des deux zones de mines dans l'Aude, avec celle de la Montagne Noire. Le fer est le minéral le plus exploité sur à peu près toute la zone, et le cuivre, l'argent et l'or sont les plus recherchés. Mais les gisements n'ont pas toujours été exploités en continu : d'une part parce que les gisements sont soit petits, soit difficiles à exploiter ; d'autre part parce que le combustible (le bois) s'épuise périodiquement.
Les mines locales sont souvent groupées avec celle de la commune au nord-ouest : c'est la « zone Padern - Montgaillard ». Les mineraux exploités se trouvent dans des remplissages hydrothermaux de filons ou de poches, au sein de terrains du Carbonifère inférieur (h1-2 : Tournaisien à Viséen supérieur.
Sur Padern, les mines sont entre le Targan et le ruisseau du Tistoulet. Plomb, cuivre et barytine y ont été exploitées, depuis le Moyen Âge selon Deliens et al. (1993). La mine du Tistoulet, sur Padern, a livré de la cyanophyllite et d'autres minéraux rares, ainsi que du cuivre et de l'argent.
Dans les années 1960, une petite exploitation minière de baryte a rencontré une cavité creusée autrefois pour miner un filon de cuivre et contenant un grand nombre de fragments d'amphores.

### Climat
Pour des articles plus généraux, voir Climat de l'Occitanie et Climat de l'Aude.
En 2010, le climat de la commune est de type climat méditerranéen franc, selon une étude s'appuyant sur une série de données couvrant la période 1971-2000. En 2020, Météo-France publie une typologie des climats de la France métropolitaine dans laquelle la commune est exposée à un climat méditerranéen et est dans la région climatique Provence, Languedoc-Roussillon, caractérisée par une pluviométrie faible en été, un très bon ensoleillement (2 600 h/an), un été chaud (21,5 °C), un air très sec en été, sec en toutes saisons, des vents forts (fréquence de 40 à 50 % de vents > 5 m/s) et peu de brouillards.
Pour la période 1971-2000, la température annuelle moyenne est de 14,6 °C, avec  une amplitude thermique annuelle de 15,5 °C. Le cumul annuel moyen de précipitations est de 633 mm, avec 7,1 jours de précipitations en janvier et 3,1 jours en juillet. Pour la période 1991-2020 la température moyenne annuelle observée sur la station météorologique la plus proche, située sur la commune de Mouthoumet à 15 km à vol d'oiseau, est de 12,5 °C et le cumul annuel moyen de précipitations est de 837,6 mm,. Pour l'avenir, les paramètres climatiques de la commune estimés pour 2050 selon différents scénarios d’émission de gaz à effet de serre sont consultables sur un site dédié publié par Météo-France en novembre 2022.

### Risques naturels
Les risques naturels sur Padern sont principalement les feux de forêt, les inondations, les séismes (zone de sismicité 3) et les coulées de boue localisées.
Il existe également un risque de pollution par le radon, estimé en catégorie 2 (c'est-à-dire une commune localisée sur des formations géologiques présentant des teneurs en uranium faibles mais sur lesquelles des facteurs géologiques particuliers — voir plus haut la section « Géologie » — peuvent faciliter le transfert du radon vers les bâtiments).

#### Crues
Les zones inondables sont les vallées du Verdouble, du Torgan, du ruisseau de Cucugnan et du rec des Cazals. Tautavel, la commune voisine au sud, est la plus exposée dans le bassin du Verdouble ; mais Padern, Paziols et Tuchan sont aussi concernés.
Les crues du Verdouble et du Torgan, assez fréquentes, peuvent être impressionnantes ; une page du site de la mairie montre des vidéos des crues de 2006, 2009, 2013 et 2017.

##### La crue exceptionnelle de 1999
La crue torrentielle des 12 et 13 novembre 1999 a touché avant tout le département de l'Aude - une exception notable, puisque ce département est généralement le moins touché par les pluies en Languedoc-Roussillon. Dans la partie avale de l'Agly et sur le Verdouble, les plus gros débits de cette crue de 1999 ont dépassé ceux de la crue de 1940. Ainsi, la station de surveillance de Padern enregistre plus de 400 mm en deux jours.
Le débit de pointe du Verdouble en amont de Padern est estimé à seulement 0,2 m3.s-1.km2, nettement moins élevé que les 3,5 m3.s-1.km2 du Torgan à Padern.

#### Tremblements de terre
Les séismes sont fréquents dans les Pyrénées ; par exemple pour la seule année 1778 le BRGM en a recensé huit. Dans la région, se rencontrent la plaque ibérique et la plaque européenne. La plaque ibérique est poussée par la plaque africaine, un mouvement qui est à l'origine du soulèvement des Pyrénées et qui provoque occasionnellement des mouvements de terrain et secousses sismiques le long de failles. Ainsi le village de Molhet a probablement été détruit par une secousse sismique très importante, peut-être celle du 2 février 1428 dont l'épicentre était près d'Olot ou Camprodon en Catalogne espagnole : son intensité a atteint le niveau 9 sur l'échelle de MSK (cette échelle compte douze niveaux). Comme noté plus haut dans la section « Géologie », Molhet se trouve précisément sur le chevauchement nord-pyrénéen et sa pleine occupation a considérablement décru au XIVe siècle.

##### Séisme de Saint-Paul de Fenouillet, 1996
Ce séisme du 18 février 1996, à 2 h 46 du matin, est « la plus importante secousse de ces dernières années en France ». Sa magnitude est comprise entre 5,2 et 5,6 sur l’échelle de Richter. Il est centré sur la région d’Axat et de Saint-Paul de Fenouillet. Grâce à la profondeur de son foyer et son épicentre situé dans une région très peu habitée, il fait peu de dégâts, principalement des fissures dans les maisons les plus proches de l'épicentre.

### Milieux naturels et biodiversité

#### Réseau Natura 2000

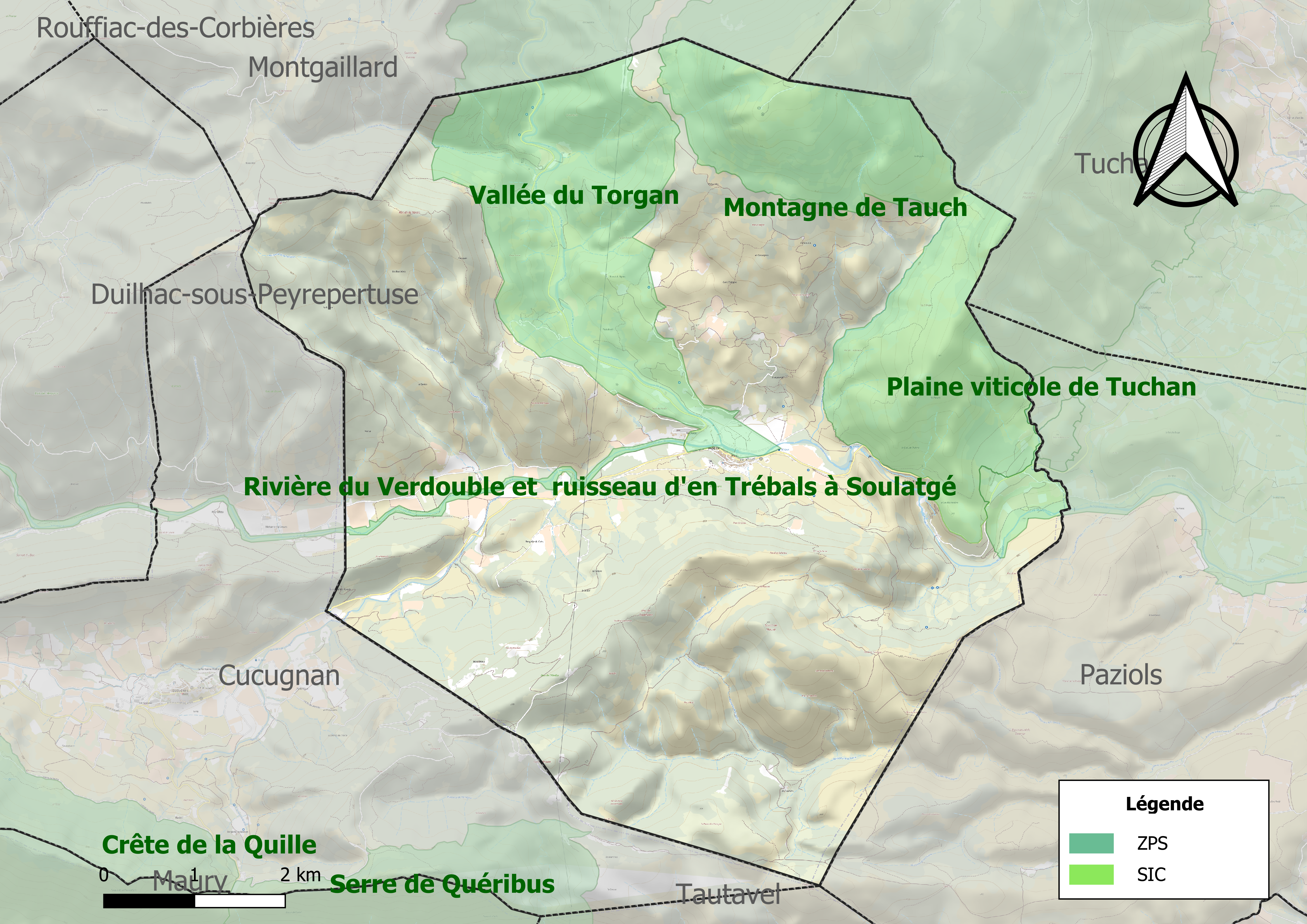
Site Natura 2000 sur le territoire communal.

Le réseau Natura 2000 est un réseau écologique européen de sites naturels d'intérêt écologique élaboré à partir des directives habitats et oiseaux, constitué de zones spéciales de conservation (ZSC) et de zones de protection spéciale (ZPS).
Un site Natura 2000 a été défini sur la commune au titre de la directive habitats :
- la « vallée du Torgan », d'une superficie de 1 006 ha, présentant une bonne qualité hydrobiologique comme l'atteste notamment la présence de l'écrevisse à pattes blanches. Le régime méditerranéen du cours d'eau permet le maintien des espèces caractéristiques comme le barbeau méridional[49]

et un au titre de la directive oiseaux : 
- les « basses Corbières », d'une superficie de 29 495 ha, un site important pour la conservation des rapaces : l'Aigle de Bonelli, l’'Aigle royal, le 'Grand-duc d’Europe, le 'Circaète Jean-le-Blanc, le 'Faucon pèlerin, le 'Busard cendré, l’'Aigle botté[50].

#### Zones naturelles d'intérêt écologique, faunistique et floristique
L’inventaire des zones naturelles d'intérêt écologique, faunistique et floristique (ZNIEFF) a pour objectif de réaliser une couverture des zones les plus intéressantes sur le plan écologique, essentiellement dans la perspective d’améliorer la connaissance du patrimoine naturel national et de fournir aux différents décideurs un outil d’aide à la prise en compte de l’environnement dans l’aménagement du territoire.
Quatre ZNIEFF de type 1 sont recensées sur la commune :
- la « montagne de Tauch » (2 093 ha), couvrant 5 communes du département[52] ;
- la « plaine viticole de Tuchan » (1 225 ha), couvrant 3 communes du département[53] ;
- la « rivière du Verdouble et ruisseau d'en Trébals à Soulatgé » (71 ha), couvrant 5 communes du département[54] ;
- la « vallée du Torgan » (1 037 ha), couvrant 4 communes du département[55] ;

et deux ZNIEFF de type 2, : 
- les « Corbières centrales » (68 810 ha), couvrant 56 communes dont 54 dans l'Aude et 2 dans les Pyrénées-Orientales[56] ;
- le « massif du Fenouillèdes septentrional » (14 046 ha), couvrant 14 communes dont 9 dans l'Aude et 5 dans les Pyrénées-Orientales[57].

Carte des ZNIEFF de type 1 et 2 à Padern.
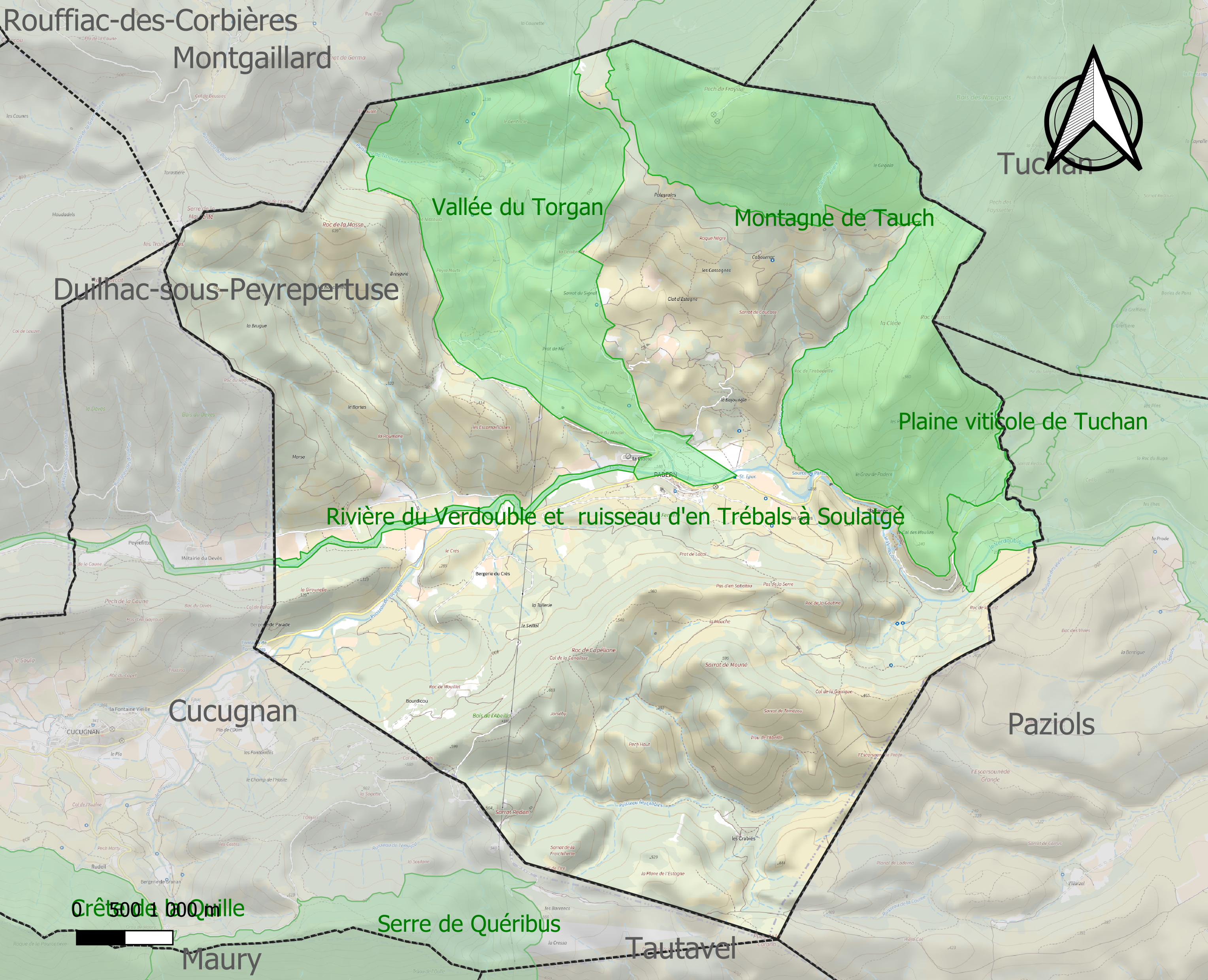
Carte des ZNIEFF de type 1 sur la commune.
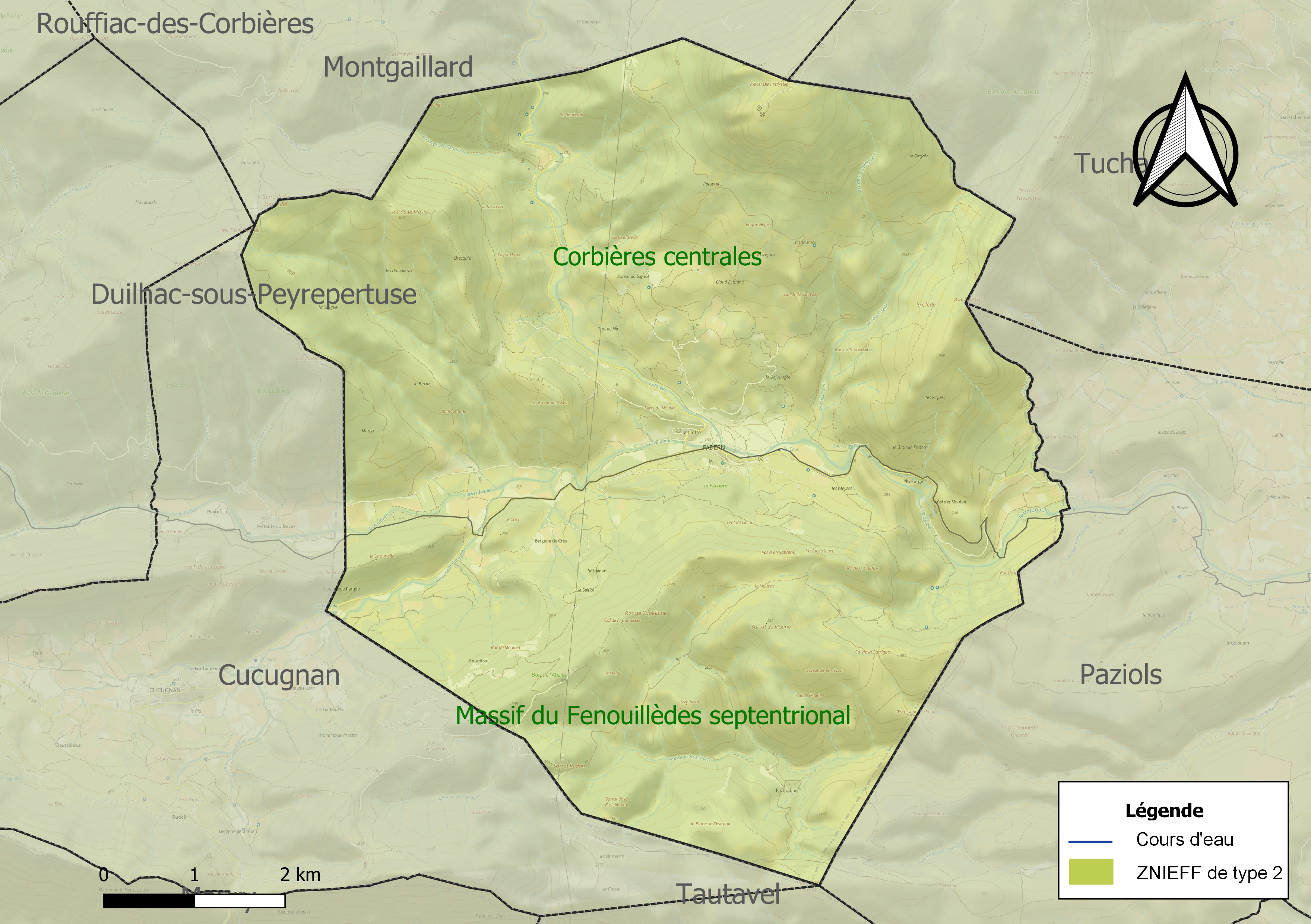
Carte des ZNIEFF de type 2 sur la commune.

## Histoire

### Toponymie
Nom d'origine latine.
Paternum (IXe siècle) ; Paterno (899).

### Préhistoire
Trois grottes situées près du Verdouble ont livré de nombreux objets datés de l'âge du renne (Paléolithique supérieur). L'une d'elles est le Grau de Padern, en rive gauche du Verdouble qu'elle domine de 70 m de hauteur. A. Barnier y a découvert des vestiges de cette époque en 1875.
Une grotte indéterminée sur Padern aurait livré une pendeloque en cuivre en forme de languette, déposée au muséum d'histoire naturelle de Toulouse, identique à celle trouvée dans la grotte des Capelans près de Canilhac (limite Lozère-Aveyron). Mais Jean Clottes informe que cette pendeloque, contrairement à tous les autres objets du musée trouvés sur Padern, ne porte pas d'étiquette ; que A. Barnier (qui, semble-t-il selon Clottes, aurait donné au musée tout le matériel trouvé lors de ses fouilles sur Padern) ne mentionne pas cette pendeloque ; que l'inventaire fait en 1943 de la section "Préhistoire" du musée ne la mentionne pas non plus ; et qu'elle proviendrait plutôt d'un dolmen de la région de Villefranche-de-Rouergue (Aveyron).
Capra pyrenaica (le bouquetin des Pyrénées) s'est avancé jusqu'à Padern pendant le SIO 2 (en anglais MIS ou marine isotope stage ; le SIO 2 correspond à peu près à l'interstade de Kesselt, pendant la glaciation de Würm) ; des ossements en ont été retrouvés dans la grotte du Grau de Padern, datant du Magdalénien moyen

### Antiquité
Bien que les mines des secteurs de Maisons, Padern (mine du Tistoulet) et Montgaillard (mine de la Caunetta) ne soient pas aussi grandes que celles de la mine des Barrencs près de Lastours (la Grotte Bleue dans la Montagne Noire), les minerais locaux non ferreux - essentiellement cuivre, plomb et argent - ont permis le développement de l'activité minière dès la fin du IIe siècle av. J.-C. jusqu'au début du Ier siècle. On y trouve des vestiges d'ouvrages à ciel ouvert et souterrains parfois de grande taille.
Les romains s'installent sur le site de Padern, essentiellement pour exploiter les mines.

### Moyen Âge
Molhet
La chapelle castrale était dédiée à saint Martin : elle est mentionnée comme église sous ce vocable en 805 dans une donation à l'abbaye de La Grasse ; et en 1024 comme un alleu de cette même abbaye.
Le village s'étend vers l'ouest le long de la barre et a été occupé au moins du XIe au XVIIe siècle, avec l'occupation la plus intense datée du XIe au XIVe siècle. Le site Autour des châteaux le décrit ainsi : 
« En direction du château de Quéribus par le chemin cathare, on accède aux ruines du prieuré de Molhet, situé sur un rocher. [...] La définition des murs est poussée jusqu'à une hauteur d'environ cinq mètres, le dessus est plus rustique.
Le site est en ruines et envahi par la végétation. Il reste une partie du mur sud de la nef et une partie de l'abside de l'ancienne chapelle dédiée à saint Martin. Il subsiste trois fenêtres dont la plus intéressante est celle du milieu, son ouverture se rétrécit jusqu'à mi-épaisseur du mur puis s'élargit après un net décrochement jusqu'à l'extérieur. ».
Chabert de Barbeira occupe le prieuré et le château) de Molhet (ainsi que le château de Padern) dans les années 1240 ; en août 1248, Louis IX ordonne au sénéchal de Carcassonne de récupérer Molhet et Padern des mains de Chabert de Barbeira (Guillaume Raymond de Peyrepertuse est cité quelques lignes plus loin - pour l'an 1283 - comme compère de Barbeira pour ces mêmes lieux), et de les restituer à l'abbaye de La Grasse.
Saint Martin de Molhet est inclus dans la bulle par le pape Gélase II qui confirme les biens de Lagrasse en 1119.
En 1405, le village habité à l'époque par 10 personnes est annexé à Padern.
Des déchets métalliques ont été trouvés dans le château de Molhet, ce qui laisse supposer l'existence d'un artisanat alimenté par les mines locales, comme dans nombre d'autres châteaux de la région (Albières et Arques notamment)
Padern
En 899, une charte de Charles le Simple destinée à l'abbé Durand, de Sainte-Marie d'Orbieu, confirme la donation de Paterno (Padern) par le comte Oliba à ce monastère. C'est le premier document écrit connu concernant Padern. Cette charte est confirmée par une autre charte de 908 adressée à Witisa, abbé du même établissement ; mais dans cette nouvelle charte, ecclesiam est devenu cellam. Un autre document mentionne encore Patern en 951.
En septembre 1024, Ginabert et ses frères, qui avaient fait main basse sur les alleux de Marcano, Mollet (Molhet) et Padern, redonnent ceux-ci à l'abbé Étienne et aux religieux du couvent de La Grasse.
En août 1248, Louis IX ordonne au sénéchal de Carcassonne de récupérer Molhet et Padern des mains de Chabert de Barbeira (Guillaume Raymond de Peyrepertuse est cité quelques lignes plus loin - pour l'an 1283 - comme compère de Barbeira pour ces mêmes lieux), et de les restituer à l'abbaye de La Grasse.
En décembre 1283 l'abbé de Molhet (cité comme le Scindic d'Anger) et le procureur du roi pour la sénéchaussée de Carcassonne sont en désaccord sur les châteaux de Padern et de Molhet. Le procureur soutient que ces châteaux appartiennent à la royauté, se prévalant de ce que les deux seigneurs de Barbeira et de Peyrepertuse étaient alliés à Trincavel (1185-1209) vicomte de Carcassonne, que ce dernier a perdu la guerre contre le roi lors de la croisade des albigeois (1209-1229) et que donc ses possessions dépendantes sont passées à la couronne par ce fait d'armes. Finalement, l'abbaye récupère les châteaux contre une somme d'argent payée au roi. En août 1284 cette transaction est confirmée par une lettre de Philippe le Bel.
Le 15 janvier 1579, la terre et seigneurie de Padern sont aliénées à titre précaire et sont acquises par la maison de Vic, issue du Roussillon - en la personne de Jean-Pierre de Vic, capitaine de Termes. Le couvent de La Grasse les rachète le 26 mai 1706 à Blaise de Vic, quatrième descendant de Jean-Pierre de Vic.
Moulhet a connu son apogée au XIVe siècle, assure Ingrid Sparbier, puis la population s'est déplacée vers le village de Padern, tout proche.

### Époque moderne
En 1779, Gaspard Pailloux de Cascastel fonde une société à Padern avec Jean Duhamel (ingénieur) et Louis-Charles Peltier (négociant) pour y exploiter le fer, le plomb et le cuivre des mines autour de Padern et le charbon de terre de Ségure,,. Le Conseil d'État autorise la construction des forges de Padern le 4 avril 1780 ; celles-ci sont vraisemblablement chauffées au charbon de bois, puisque Cascatel apporte à la société « les bois qui sont dans ses domaines et avec lesquels on pourra faire du charbon de bois pour l'usage de cette exploitation ».
En 1793 la forge de Padern fournit l'armée ; pour sa chauffe, elle est approvisionnée par les mineurs travaillant pour Pailhoux, réquisitionnés pour les besoins de la guerre pour travailler à la mine de charbon de terre de Ségure.
La carte de Cassini montre nombre de maisons isolées dans les montagnes, aujourd'hui disparues. Certains lieux existent encore, dont le Moulin sur le Torgon; les Cabries devevu les Crabiès au sud, d'autres ne subsistent plus que comme lieux-dits, tels Murs, Alpicou devenu le Picou, Allouret devenu le Lauret, Cabournac…
En 1922 est fondée la Cave Coopérative de Vinification de Padern. En 1979, elle a 135 adhérents qui cultivent 297 ha de vignes ; la coopérative vinifie 14 261 hectolitres de vins dont 6 206 hectolitres de « vin délimité de qualité supérieure » (V.D.Q.S.) corbières.

## Politique et administration
| Période                                  | Période      | Identité           | Étiquette | Qualité |
| ---------------------------------------- | ------------ | ------------------ | --------- | ------- |
| mars 2001                                | 2008         | Madeleine Jayne    |           |         |
| mars 2008                                | février 2013 | Denis Villermoz    |           |         |
| mars 2013                                | mai 2020     | Jean-Michel Ibanez |           |         |
| mai 2020                                 | en cours     | Rémy Bertrand      |           |         |
| Les données manquantes sont à compléter. |              |                    |           |         |

## Urbanisme

### Typologie
Au 1er janvier 2024, Padern est catégorisée commune rurale à habitat dispersé, selon la nouvelle grille communale de densité à 7 niveaux définie par l'Insee en 2022.
Elle est située hors unité urbaine et hors attraction des villes,.

### Occupation des sols
L'occupation des sols de la commune, telle qu'elle ressort de la base de données européenne d’occupation biophysique des sols Corine Land Cover (CLC), est marquée par l'importance des forêts et milieux semi-naturels (86,1 % en 2018), en augmentation par rapport à 1990 (84,5 %). La répartition détaillée en 2018 est la suivante : 
milieux à végétation arbustive et/ou herbacée (54,8 %), forêts (27,9 %), zones agricoles hétérogènes (11,1 %), espaces ouverts, sans ou avec peu de végétation (3,5 %), cultures permanentes (2,7 %). L'évolution de l’occupation des sols de la commune et de ses infrastructures peut être observée sur les différentes représentations cartographiques du territoire : la carte de Cassini (XVIIIe siècle), la carte d'état-major (1820-1866) et les cartes ou photos aériennes de l'IGN pour la période actuelle (1950 à aujourd'hui).

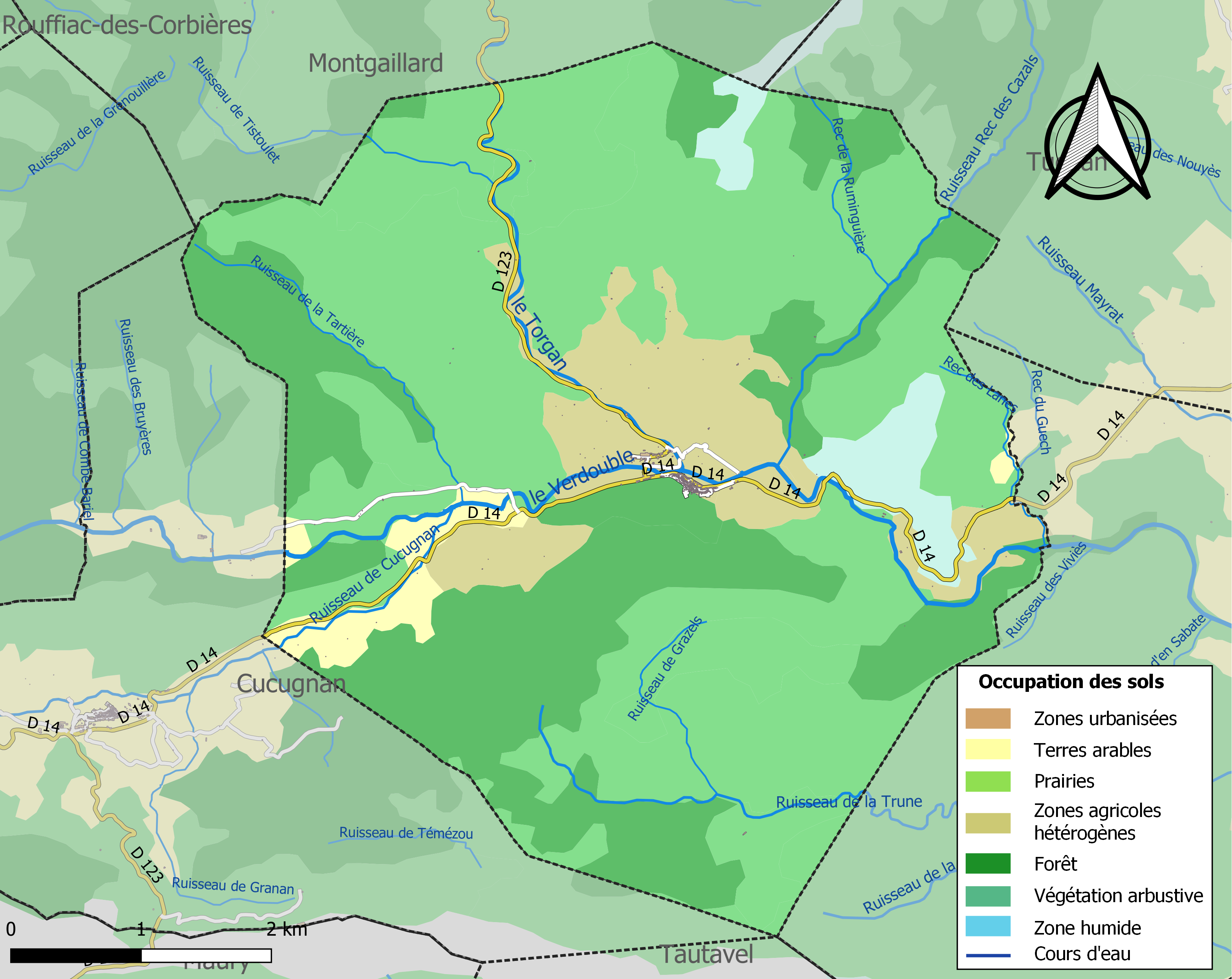
Carte des infrastructures et de l'occupation des sols de la commune en 2018 (CLC).

## Démographie
L'évolution du nombre d'habitants est connue à travers les recensements de la population effectués dans la commune depuis 1793. Pour les communes de moins de 10 000 habitants, une enquête de recensement portant sur toute la population est réalisée tous les cinq ans, les populations de référence des années intermédiaires étant quant à elles estimées par interpolation ou extrapolation. Pour la commune, le premier recensement exhaustif entrant dans le cadre du nouveau dispositif a été réalisé en 2008.

En 2022, la commune comptait 142 habitants, en évolution de +10,94 % par rapport à 2016 (Aude : +2,65 %, France hors Mayotte : +2,11 %).
| 1793 | 1800 | 1806 | 1821 | 1831 | 1836 | 1841 | 1846 | 1851 |
| ---- | ---- | ---- | ---- | ---- | ---- | ---- | ---- | ---- |
| 308  | 334  | 354  | 364  | 409  | 519  | 556  | 558  | 522  |

| 1856 | 1861 | 1866 | 1872 | 1876 | 1881 | 1886 | 1891 | 1896 |
| ---- | ---- | ---- | ---- | ---- | ---- | ---- | ---- | ---- |
| 558  | 502  | 450  | 446  | 579  | 532  | 565  | 508  | 499  |

| 1901 | 1906 | 1911 | 1921 | 1926 | 1931 | 1936 | 1946 | 1954 |
| ---- | ---- | ---- | ---- | ---- | ---- | ---- | ---- | ---- |
| 429  | 447  | 452  | 428  | 389  | 414  | 442  | 411  | 378  |

| 1962 | 1968 | 1975 | 1982 | 1990 | 1999 | 2006 | 2008 | 2013 |
| ---- | ---- | ---- | ---- | ---- | ---- | ---- | ---- | ---- |
| 381  | 283  | 209  | 168  | 145  | 140  | 128  | 125  | 126  |

| 2018 | 2022 | - | - | - | - | - | - | - |
| ---- | ---- | - | - | - | - | - | - | - |
| 136  | 142  | - | - | - | - | - | - | - |

Dette par habitant de Padern

## Population et société
La mairie édite une gazette, la gazette de Padern

### Services, commerces et artisans

#### Entreprises
- Un café-restaurant (La P'tite Ardoise) et un restaurant (Le vignoble du prieuré)[90]
- Un commerce interentreprises de boissons (Brj-Padern)
- Treize entreprises de location et exploitation de biens immobiliers propres ou loués,
- Une entreprise de récolte de produits forestiers non ligneux sauvages (truffes, champignons et liège)
- Deux entreprises de production d'électricité (Shemi - société hydro-électrique du Moulin Isard, et Cayrol International)
- Une entreprise de location et location-bail d'articles de loisirs et de sport (Aude Cathare Evasion)
- Une entreprise de renseignement commercial
- Une entreprise (artisanale) de fabrication de textiles[90].

### Loisirs

#### Sports
Piscines, baignades
Les piscines les plus proches de Padern sont à Tuchan, Estagel (piscine complexe sportif), Davejean et Saint-Paul-de-Fenouillet (piscine des Cortals).
Le Verdouble fournit aussi quelques belles baignades, dont celle de « l'Œil de Mer » en amont du village, avec ses abords ombragés aménagés pour le pique-nique ; et celle à la sortie des gorges du Grau sur la route de Tuchan. 

Les eaux du Torgan sont plus fraîches ; on y trouve les belles cascades du Moulin de Ribaute à Duilhac-sous-Peyrepertuse.
Escalade
Notamment au Grau de Padern.

## Économie

### Emploi
| Division       | 2008   | 2013   | 2018   |
| -------------- | ------ | ------ | ------ |
| Commune        | 20 %   | 19,3 % | 23,3 % |
| Département    | 10,2 % | 12,8 % | 12,6 % |
| France entière | 8,3 %  | 10 %   | 10 %   |

En 2018, la population âgée de 15 à 64 ans s'élève à 60 personnes, parmi lesquelles on compte 66,7 % d'actifs (43,3 % ayant un emploi et 23,3 % de chômeurs) et 33,3 % d'inactifs,. Depuis 2008, le taux de chômage communal (au sens du recensement) des 15-64 ans est supérieur à celui de la France et du département.
La commune est hors attraction des villes,. Elle compte 21 emplois en 2018, contre 9 en 2013 et 18 en 2008. Le nombre d'actifs ayant un emploi résidant dans la commune est de 27, soit un indicateur de concentration d'emploi de 77,5 % et un taux d'activité parmi les 15 ans ou plus de 35 %.
Sur ces 27 actifs de 15 ans ou plus ayant un emploi, treize travaillent dans la commune, soit 48 % des habitants. Pour se rendre au travail, 74,1 % des habitants utilisent un véhicule personnel ou de fonction à quatre roues, 14,8 % s'y rendent en deux-roues, à vélo ou à pied et 11,1 % n'ont pas besoin de transport (travail au domicile).

### Activités hors agriculture
Dix établissements sont implantés  à Padern au 31 décembre 2019.
Le secteur de l'administration publique, l'enseignement, la santé humaine et l'action sociale est prépondérant sur la commune puisqu'il représente 30 % du nombre total d'établissements de la commune (trois sur les dix entreprises implantées  à Padern), contre 13,2 % au niveau départemental.

### Agriculture
|               | 1988 | 2000 | 2010 | 2020 |
| ------------- | ---- | ---- | ---- | ---- |
| Exploitations | 48   | 13   | 6    | 3    |
| SAU (ha)      | 223  | 100  | 175  | 25   |

La commune est dans la « Région viticole » de l'Aude, une petite région agricole occupant une grande partie centrale du département, également dénommée localement « Corbeilles Minervois et Carcasses-Limouxin ». En 2020, l'orientation technico-économique de l'agriculture  sur la commune est la viticulture. Trois exploitations agricoles ayant leur siège dans la commune sont dénombrées lors du recensement agricole de 2020 (48 en 1988). La superficie agricole utilisée est de 25 ha,,.

## Culture locale et patrimoine

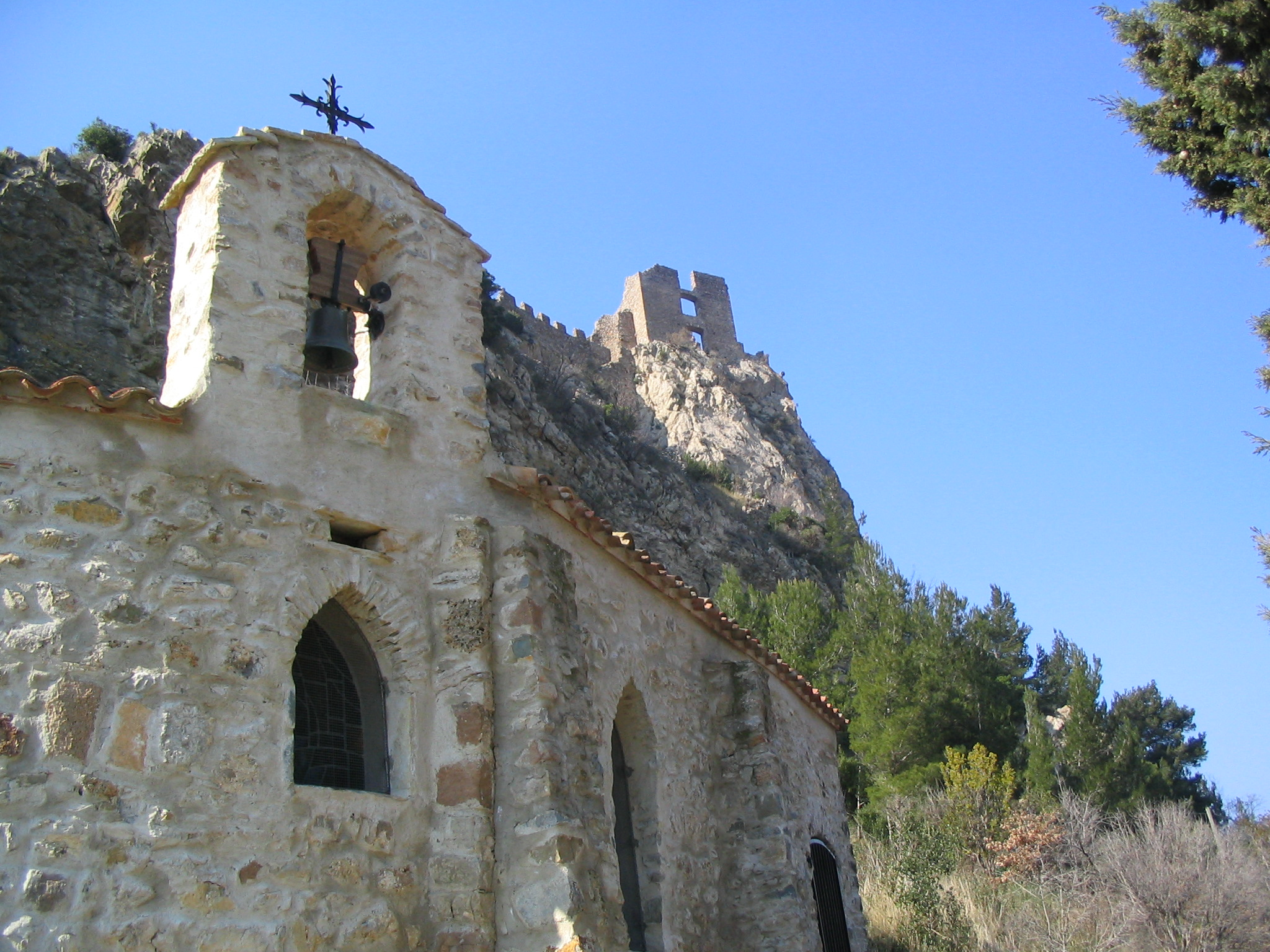
Chapelle Saint-Roch et château

### Associations
- Chorale Atout Chœur[95]
- Musique : Clandestine Plein Sud
- Artisanat, bricolage, expositions : Nature d'Hier Et d'Aujourd'hui
- Club de loisirs, relations : Mais Oui Come On !
- Comité des fêtes : Comité des Fêtes de Bienfaisance de Padern
- Préservation du patrimoine : Padern Culture Et Patrimoine
- Chasse : Association Communale de Chasse Agréée de Padern

Cont’en Corbières, festival de contes du 17 au 19 juillet, en journée à Cucugnan et en soirée à Padern.

### Lieux et monuments
- Château de Padern.
- Chapelle Saint-Roch de Padern.

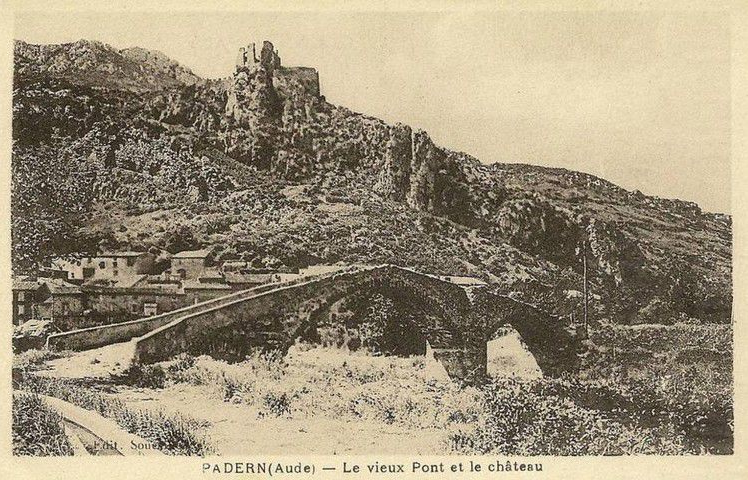
Le vieux pont sur le Targan

- Église Saint-Pierre-ès-Liens de Padern.
- Collégiale de Molhet de Padern[97].
- Molhet : l'église, le prieuré, le château et le village[n 16] : l'ensemble se trouve sur le chemin du GR367 entre le château de Peyrepertuse et le château de Padern. Le prieuré est à 325 m d'altitude, près du roc de Mouillet[98]. Sur Molhet, voir aussi plus haut la section « Histoire > Moyen Âge ».
- Le sentier cathare (GR 367).
- le vieux pont sur le Torgan avait été classé Monument historique en 1949[99] ; il a été entièrement détruit lors de la crue de décembre 1953[100].

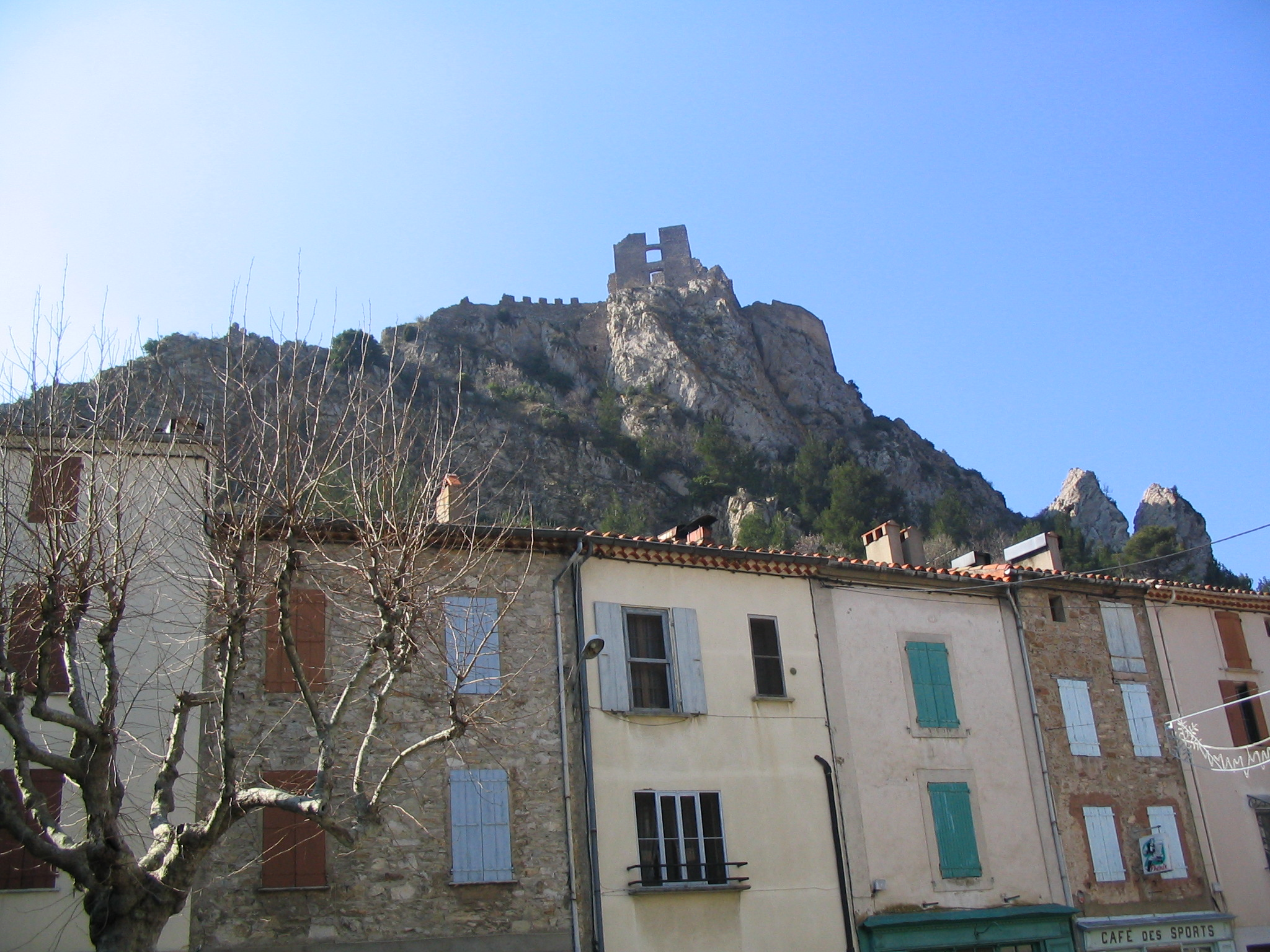
Bourg et son château.
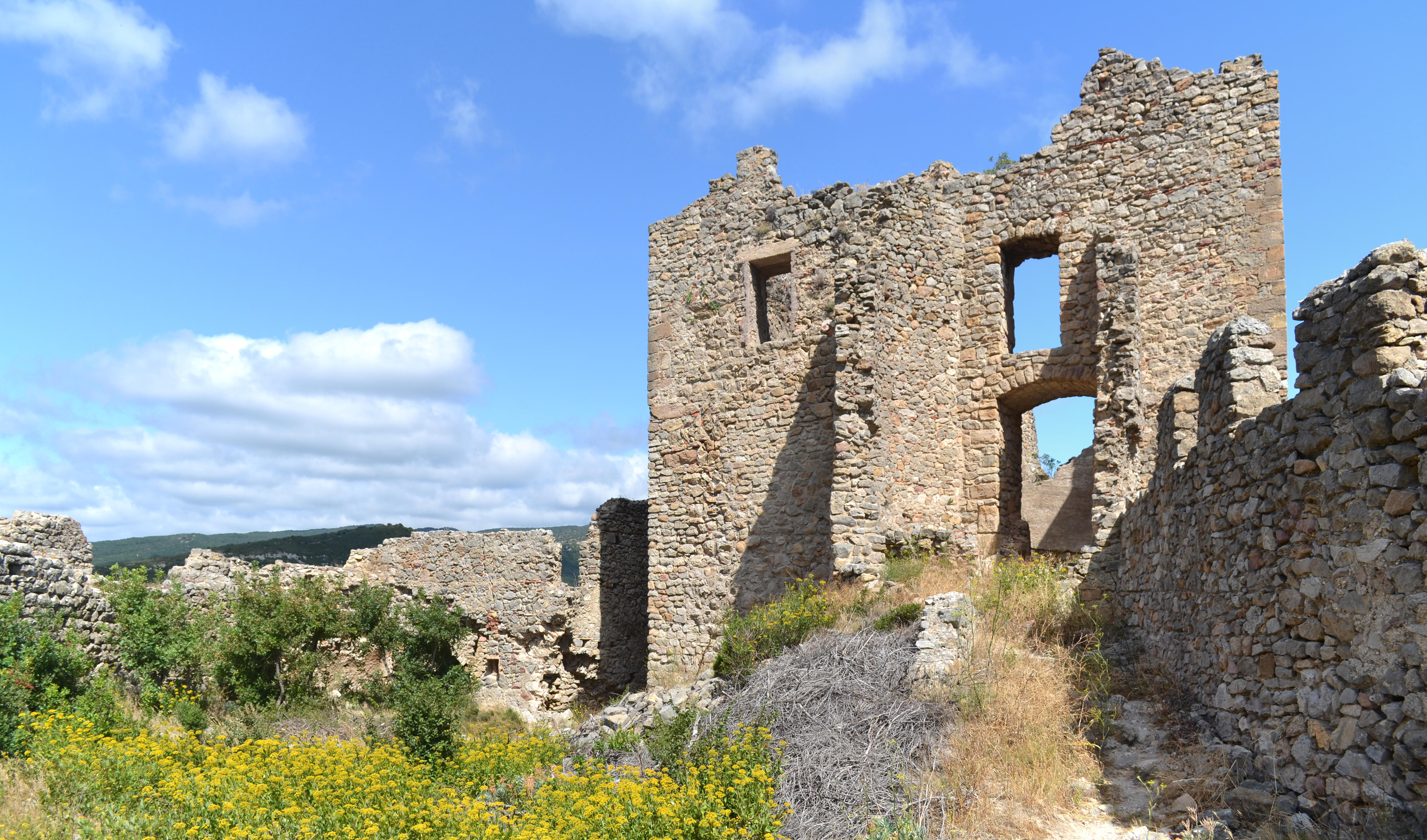
Le château.
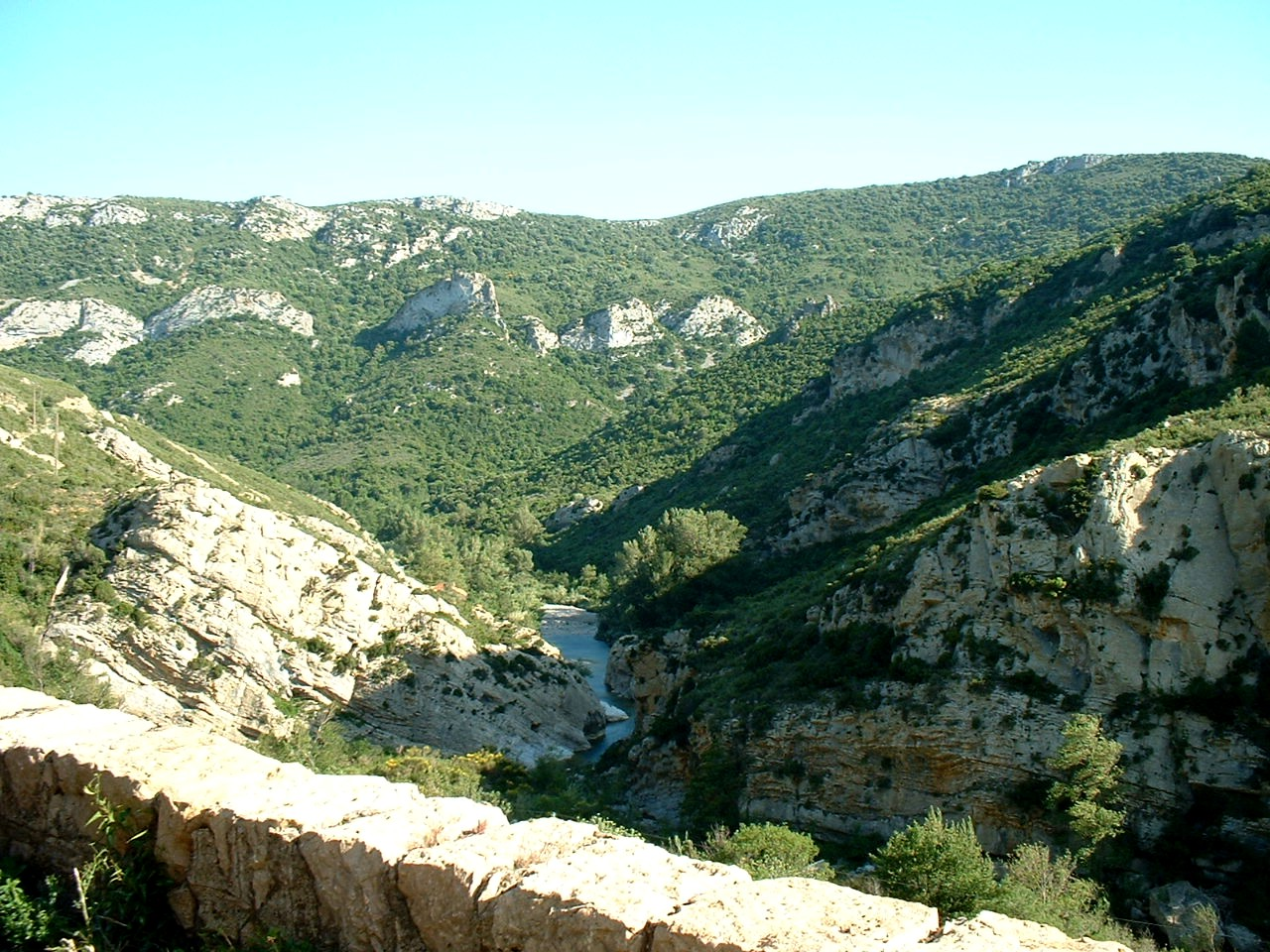
Le Verdouble, vue vers l'amont depuis le château.
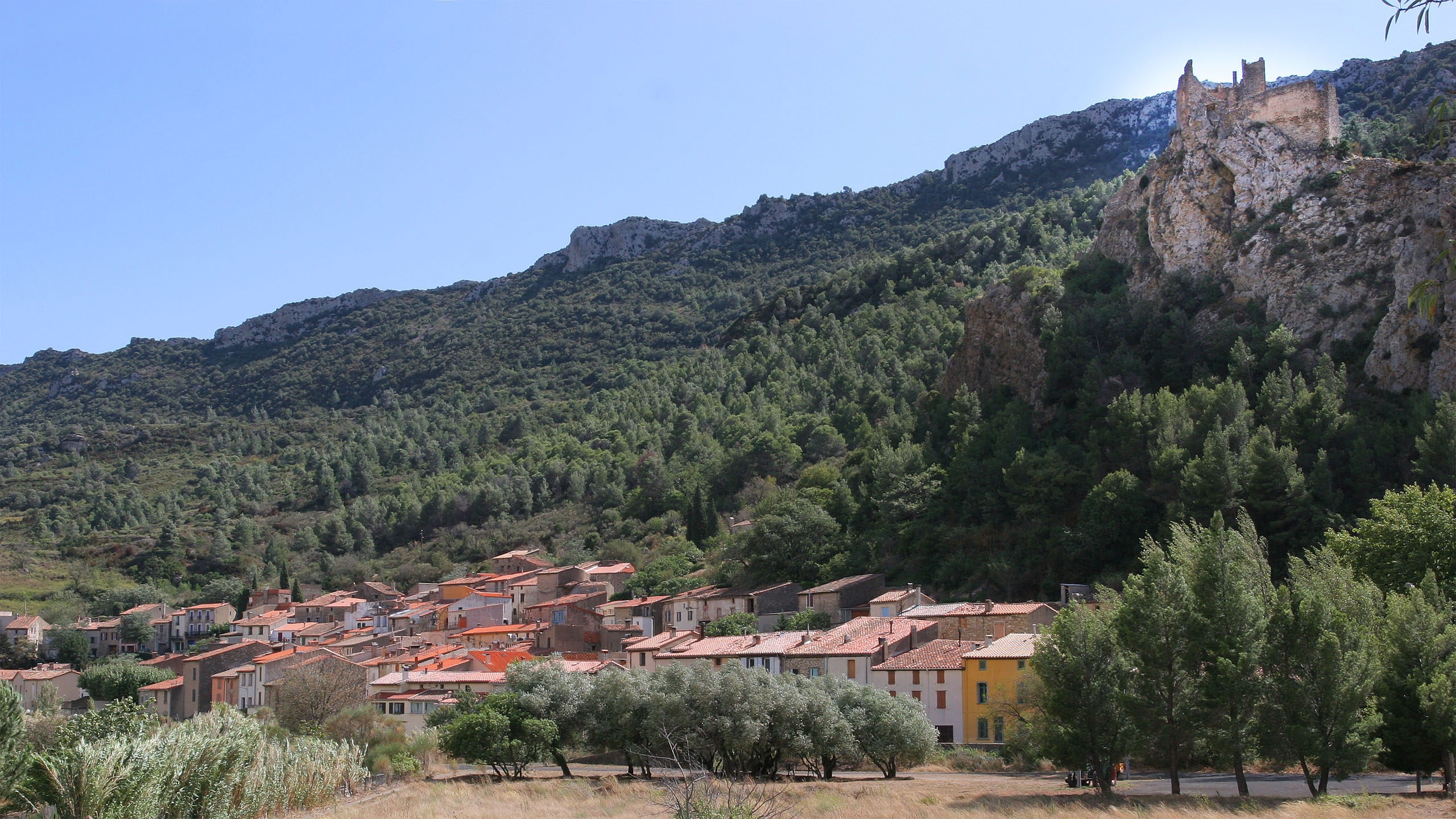
Vue générale.
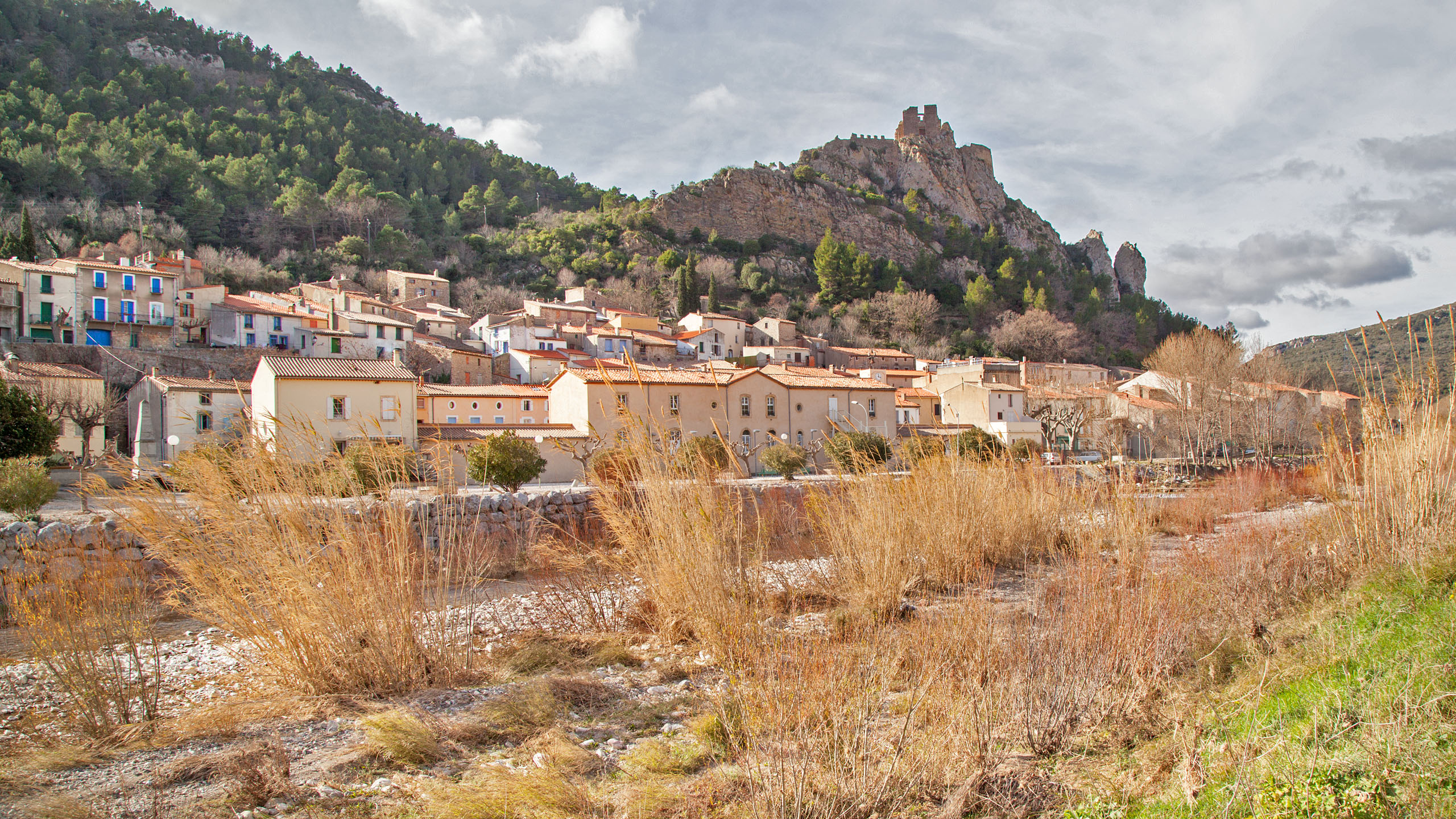
Caché derrière les roseaux.

### Zones naturelles protégées
La commune est incluse dans 
- la zone spéciale de conservation (ZSC) de la « Vallée du Torgan »[101], un site d'importance communautaire (SIC) selon la directive Habitat, qui couvre la vallée du Torgan et ses abords depuis la commune de Massac jusqu'au village de Padern ;
- la zone de protection spéciale (ZPS) (site d'importance communautaire (SIC) selon la directive Oiseaux) : la ZPS « Basses Corbières », soit 29 495 ha répartis sur les trois communes de Padern, Paziols et Tuchan[102].
- la zone naturelle d'intérêt écologique, faunistique et floristique (ZNIEFF) continentale de type 1 de la « Plaine viticole de Tuchan », soit 1 225,11 ha, sur les trois communes de Padern, Paziols et Tuchan[103].

### Personnalités liées à la commune
Jean Espitalier, un des héros de la conquête de l'air, est mort dans un accident d'avion (un Caudron Goéland) sur le mont Tauch avec le mécanicien André Teixier et le radio Jean Le Moal, le 17 janvier 1945,, lors d'une tempête de neige.

### Héraldique
| Padern | Son blasonnement est : D'azur au pal fuselé d'or et de sinople. |